# Yvonne Andersson
Yvonne Ingeborg Christina Andersson, tidigare Nordin, född 17 maj 1951 i Stora Åby församling, Östergötlands län, är en svensk politiker (kristdemokrat). Hon var ordinarie riksdagsledamot 1998–2014, invald för Östergötlands läns valkrets.

## Biografi
Andersson är bosatt i Linköping och har fem barn. Hon är gift med kommunalrådet i Linköpings kommun Jan-Willy Andersson och syster till Chatrine Pålsson Ahlgren.
I riksdagen var Andersson ledamot i lagutskottet 2002–2006, civilutskottet 2006–2010 och utbildningsutskottet 1998–2002 samt 2010–2014. Hon var kvittningsman för Kristdemokraterna 2010–2014. Hon var även suppleant i civilutskottet, justitieutskottet, ledamotsrådet, socialutskottet och utbildningsutskottet.
Andersson var en aktiv motståndare till samkönade äktenskap.
Andersson har ett starkt engagemang för forskningsfrågor. Hon är filosofie doktor (fil. dr.) i pedagogik och har varit tjänstledig från sin tjänst som universitetslektor vid Linköpings universitet.